# Gabons herrlandslag i fotboll
Gabons herrlandslag i fotboll representerar Gabon i fotboll för herrar. Första landskampen spelades mot Övre Volta (senare Burkina Faso) i Madagaskar den 13 april 1960, där man förlorade med 4-5. Gabon har aldrig nått VM i fotboll.

## Afrikanska mästerskapet

### 1994
1994 gjorde Gabon ett imponerande kval genom att sluta 1:a i sin grupp med 4 vinster och 2 oavgjorda och ingen förlust. Man slog Benin och Niger i båda möten och spelade två oavgjorda mot Kamerun. I Gabons första match i turneringen mötte man Nigeria som kunde vinna med 3-0, men Gabon hade fortfarande chans att gå vidare till kvartsfinal. I andra matchen blev det storförlust mot Egypten med 4-0. Gruppen bestod av Nigeria (vinnarna i turneringen), Egypten och Gabon. Man kom även sist i turneringen.

### 2000
Till Afrikanska mästerskapet 2000 kvalade man in. Gabon kom tvåa i kvalgruppen men gick vidare som en av de bästa grupptvåorna. Öppningsmatchen gick inte bra för man förlorade med 3-1 mot Sydafrika respektive Algeriet, men Gabon ordnade 1 poäng mot grupptrean Zaire. 0-0 och Gabon blev återigen sist.

### 2010
2010 kvalade Gabon ännu en gång till det afrikanska mästerskapet. De placerades i grupp D med Kamerun, Tunisien och Zambia. Första matchen tog man emot Kamerun. Daniel Cousin var Gabons hjälte i matchen och hans mål som innebar 1-0 räckte till en seger. I andra matchen fick man 0-0 mot Tunisien. Nu hade man en chans att ta sig till kvartsfinalen för första gången i historien inför matchen mot Zambia. Zambia ledde med 1-0 efter 30 minuter och i den andra matchen stod det 1-0 till Tunisien mot Kamerun, vilket inte räckte. Men i den 47:e minuten gjorde Kamerun 1-1 och det räckte till avancemang. Gabon förlorade slutligen med 1-2 mot Zambia och Kamerun och Tunisien kryssade. Gabon tog 4 poäng denna turnering men det räckte ändå inte till mer än en tredjeplats i gruppen.